# Dan Caine
John Daniel "Razin" Caine (Elmira, 10 de agosto de 1968) é um general e chefe do Estado-Maior Conjunto dos Estados Unidos desde 2025. Ele atuou como diretor associado de assuntos militares na Agência Central de Inteligência de 2021 a 2024.
Caine se formou no Instituto Militar da Virgínia em 1990. Ele foi comissionado logo depois, ocupando várias funções na Força Aérea, principalmente como piloto do F-16. Ele foi comandante geral adjunto do Comando de Operações Especiais Conjuntas de 2016 a 2018 e diretor de programas de acesso especial no Gabinete do Subsecretário de Defesa para Aquisição e Sustentação de 2019 a 2021. Ele se aposentou em 2024.
Em fevereiro de 2025, o presidente Donald Trump demitiu Charles Q. Brown Jr. do cargo de presidente do Estado-Maior Conjunto, promovendo Caine como substituto. Caine foi confirmado pelo Senado em abril. Ele é o primeiro presidente do Estado-Maior Conjunto a nunca ter servido no posto de general ou almirante quatro estrelas antes de ser nomeado e o primeiro a ser nomeado na aposentadoria.

## Biografia
John Daniel Caine  nasceu em Elmira, Nova York, .  Seu pai, Steve Caine, é um piloto de caça aposentado da Força Aérea dos Estados Unidos com a patente de tenente-coronel. Caine se formou na Hahn American High School em Hahn, Renânia-Palatinado, Alemanha, e em 1990 se formou no Instituto Militar da Virgínia com um Bacharelado em Ciências Econômicas.  Mais tarde, ele se formou no Sistema Universitário Público com um mestrado em guerra aérea em 2005.

## Carreira
Caine foi comissionado como segundo-tenente pelo Corpo de Treinamento de Oficiais da Reserva da Força Aérea do Instituto Militar da Virgínia em 1990,  e foi introduzido no Programa de Treinamento de Pilotos de Jato Conjunto Euro-OTAN na Base Aérea de Sheppard, no Texas. Ele graduou-se em dezembro de 1993, mas como a Força Aérea estava sendo reduzida naquela época, ele estava temendo um emprego não relacionado à aviação. Dessa forma, ele se candidatou a um grande número de unidades da Guarda Aérea Nacional,  e foi selecionado para ser um piloto de F-16 no 138º Esquadrão de Caça na Base Aérea da Guarda Aérea Nacional de Syracuse. Caine ocupou essa função de janeiro de 1994 a julho de 1998 e também foi chefe de treinamento e chefe de armas do esquadrão em diferentes momentos. Em 1998 concluiu a Escola de Oficiais de Esquadrão por correspondência. Caine passou por mais treinamento de F-16 na Escola de Armas da Força Aérea dos Estados Unidos, em sua sede na Base Aérea de Nellis, Nevada, e se formou no Curso de Instrutores em junho de 1999 como um graduado excepcional.
Após sua graduação na Escola de Armas da USAF, ele retornou ao seu cargo anterior no 121º Esquadrão de Caça. Caine estava entre os pilotos que protegeram Washington, DC, após os ataques de 11 de setembro. De novembro de 2001 a fevereiro de 2002, ele foi chefe de armas e táticas de grupo da 332ª Ala Expedicionária Aérea no Kuwait e, em seguida, foi oficial do projeto anti-SCUD do Comando Central dos Estados Unidos, na Base Aérea MacDill, Flórida, até janeiro de 2003. Durante a invasão do Iraque em 2003, Caine desenvolveu um plano para combater os mísseis Scud das Forças Armadas Iraquianas. Caine foi o chefe de armas e táticas da 410ª Ala Expedicionária Aérea até maio de 2003, quando foi designado para o Centro de Testes na Base Aérea da Guarda Nacional de Tucson, Arizona, como chefe de operações. A partir de 2005, ele trabalhou na Casa Branca e, de outubro de 2006 a janeiro de 2008, Caine foi diretor de políticas de contraterrorismo e estratégia no Conselho de Segurança Interna. De Janeiro a Julho de 2008, ele voltou ao Iraque como comandante da Força-Tarefa Conjunta de Operações Especiais – Direcção Aérea.
Em julho de 2008, tornou-se piloto instrutor no 121º Esquadrão de Caça e Oficial de Ligação Aérea de Táticas Especiais no 24º Esquadrão de Táticas Especiais, assumindo o cargo até 2010. Caine foi membro de meio período da Guarda Aérea Nacional de 2009 a 2016 e, após retornar ao serviço ativo, ele foi simultaneamente assistente do vice-comandante do Comando de Operações Especiais dos Estados Unidos e assistente do comandante geral do Comando Conjunto de Operações Especiais de 2016 a 2018. Ele serviu simultaneamente como vice-comandante geral do Comando Central de Operações Especiais e da força-tarefa conjunta de operações especiais na Operação Inherent Resolve, a campanha contra o Estado Islâmico no Iraque e na Síria, de 2018 a 2019. Depois disso, Caine foi diretor de programas de acesso especial no Gabinete do Subsecretário de Defesa para Aquisição e Sustentação de 2019 a 2021. Caine alcançou o posto de tenente-general em 2021 e serviu como diretor associado da CIA para assuntos militares de novembro de 2021 até dezembro de 2024. Ele ganhou o apelido de "Razin Caine"  devido ao seu comportamento "agressivo" como piloto.
De 2005 a 2006, Caine foi assistente especial do Secretário de Agricultura dos Estados Unidos  e trabalhou relacionado à resposta ao furacão Katrina. Ele também atuou como diretor de políticas de contraterrorismo no Conselho de Segurança Interna de 2006 a 2008.  Sua biografia na Força Aérea o descreve como um "empreendedor e investidor em série". De acordo com sua página no LinkedIn, ele aconselhou a Voyager, uma empresa de tecnologia espacial. Em janeiro de 2025, ele se juntou à Shield Capital, uma empresa de capital de risco. Ele é o cofundador da RISE Air, uma companhia aérea regional  em Saskatchewan, e foi seu diretor de operações. Em 2010, fundou o The Caine Group, uma empresa de investimento e consultoria focada em segurança nacional e interna.

## Presidente do Estado-Maior Conjunto (2025–presente)

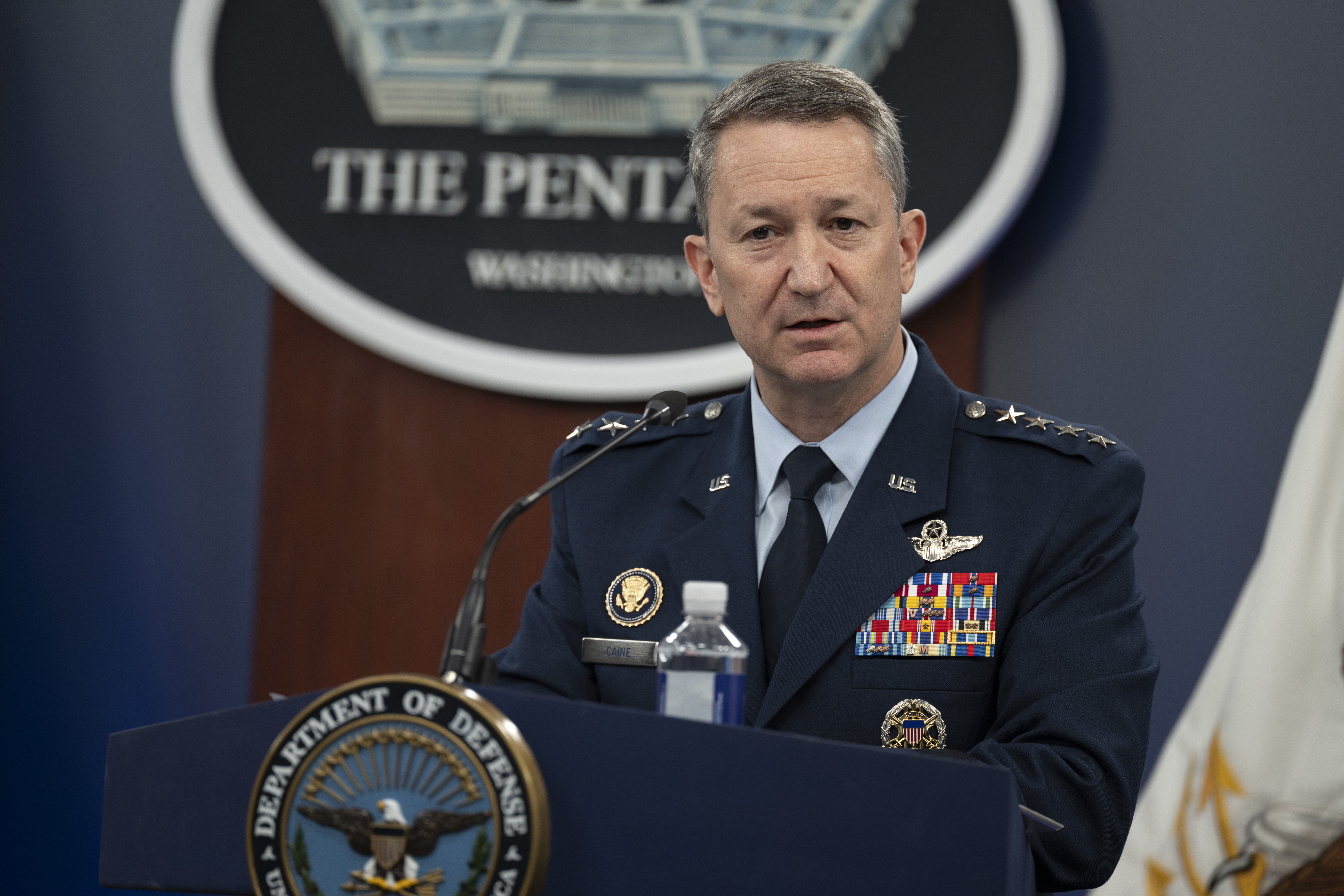
Caine discursando no Pentágono após os ataques aéreos às instalações nucleares iranianas em junho de 2025.

Em 21 de fevereiro de 2025, o presidente Donald Trump exonerou Charles Q. Brown Jr. do cargo de chefe do Estado-Maior Conjunto, nomeando Caine como seu indicado para substituí-lo. Falando na Conferência de Ação Política Conservadora de 2019, Trump disse que conheceu Caine no Iraque em dezembro de 2018. De acordo com o The New York Times, Caine se encontrou com Trump e o vice-presidente JD Vance na semana anterior. O Times relatou mais tarde que Caine foi considerado para o cargo em vez de Michael Kurilla, o comandante do Comando Central dos Estados Unidos. O Título 10 do Código dos Estados Unidos exige que o presidente do Estado-Maior Conjunto seja selecionado entre os oficiais dos componentes regulares das forças armadas e somente se o oficial tiver servido como combatente, comandante unificado ou especificado, vice-presidente do Estado-Maior Conjunto ou o oficial uniformizado mais graduado em um dos seis ramos de serviço militar, embora esse requisito possa ser dispensado se "necessário no interesse nacional".
Após ser confirmado, Caine fez uma visita não anunciada à fronteira entre o México e os Estados Unidos, durante a qual se encontrou com tropas que participam da missão do Comando Norte dos EUA em apoio à Alfândega e Proteção de Fronteiras.  Em maio de 2025, Caine participou de uma cúpula da OTAN na sede da organização em Bruxelas, na qual deliberou sobre o reforço da aliança. Nesse mês, expressou privadamente a sua preocupação de que a extensão da campanha militar contra os Houthis no Iémen iria prejudicar o fornecimento de bens que considerava necessários, contribuindo para a decisão de Trump de declarar imediatamente a vitória.
Antes da guerra Irã-Israel, Caine e John Ratcliffe, o diretor da Agência Central de Inteligência, fizeram uma avaliação a Trump sobre o ataque iminente de Israel ao Irã a partir de Camp David. Caine, com Michael Kurilla, o comandante do Comando Central dos Estados Unidos, liderou os planos para que os militares dos Estados Unidos atacassem as instalações nucleares iranianas. Ele compareceu com o secretário de defesa Pete Hegseth para fornecer detalhes sobre o ataque no dia seguinte. A descrição discreta dos ataques feita por Caine contrastou com a afirmação de Hegseth – que reflecte a descrição de Trump – de que os ataques tinham “obliterado” as instalações nucleares do Irã. Numa segunda conferência de imprensa com Hegseth, dias mais tarde, ele concentrou-se nos militares responsáveis pelo ataque.

## Promoções
| Insígnia | Classificação      | Encontro               |
| -------- | ------------------ | ---------------------- |
|          | General            | 11 de abril de 2025    |
|          | tenente general    | 3 de novembro de 2021  |
|          | Major-General      | 9 de setembro de 2019  |
|          | General de brigada | 5 de maio de 2016      |
|          | Coronel            | 10 de janeiro de 2011  |
|          | tenente-coronel    | 8 de abril de 2005     |
|          | Major              | 28 de dezembro de 2000 |
|          | Capitão            | 10 de outubro de 1995  |
|          | Primeiro-tenente   | 1 de outubro de 1993   |
|          | Segundo tenente    | 1 de outubro de 1990   |

## Prêmios e condecorações
|  | Emblema do piloto de comando da força aérea dos EUA        |
|  | Emblema de Serviço Presidencial                            |
|  | Emblema de identificação de Chefe do Estado-Maior Conjunto |
|  | Emblema de Identificação de Secretário de Defesa           |